# 猪流行性腹泻病毒
猪流行性腹泻病毒（學名：Porcine epidemic diarrhea virus、PEDV），又稱豬流行性下痢病毒，是甲型冠狀病毒屬的一種病毒，可感染豬，造成猪流行性腹泻，其症狀包括嚴重的小腸炎、嘔吐、腹瀉與脫水等，在新生的小豬中特別嚴重。此病毒的感染已有疫苗可預防
。

## 基因組
猪流行性腹泻病毒的基因組約長28000nt，編碼冠狀病毒皆有的複製酶（1a/1b）和刺突蛋白（S）、膜蛋白（M）、外膜蛋白（E）與衣殼蛋白（N）等四種結構蛋白，另外還有一個開放閱讀框ORF3編碼一輔助蛋白，位於刺突蛋白與外膜蛋白的基因之間。
此病毒可依刺突（spike）基因的序列分成G1與G2兩大基因群，兩者又各自可再細分成若干亞型。

## 研究歷史
猪流行性腹泻最早於1971年在英國被報導，1978年有研究指此疫情為一新型冠狀病毒所致，即猪流行性腹泻病毒（PEDV）。隨後此病毒（G1a亞型）在歐洲多個國家被發現，並漸散播至亞洲，1980年－2000年間G1a亞型的猪流行性腹泻病毒在亞洲造成嚴重經濟損失，後來亞洲各國成功研製了數種針對此亞型病毒的減毒疫苗以抑制疫情。
2010年，有一毒性很高的猪流行性腹泻病毒亞型（G2）在中國出現，並迅速散播至其他亞洲國家，其致死率很高，且針對G1a亞型的減毒疫苗對此的預防效果很小。2013年G2亞型的病毒在美國出現，為北美洲首次發現猪流行性腹泻病毒，隨後又散播至加拿大、墨西哥與南美洲數個國家，造成養豬業的重大經濟損失，2013年－2014年此病毒在美國造成一成的飼養豬隻（約700萬頭）死亡，損失達9－18億美元。2014年，德國出現了G1b亞型的猪流行性腹泻病毒，此亞型造成的症狀較輕微，死亡率也較低。

## 外部連結
- New Variants of Porcine Epidemic Diarrhea Virus, China, 2011, from the U.S. Centers for Disease Control
- Dr. Lisa Becton, U.S. National Pork Board, PEDV - Research Update （页面存档备份，存于）, from June 4, 2014 World Pork Expo
- Dr. Liz Wagstrom, U.S. National Pork Producers Council, PEDV - Next Steps （页面存档备份，存于）, from June 4, 2014 World Pork Expo
- Dr. Harry Snelson, American Association of Swine Veterinarians, PEDV - Lessons Learned （页面存档备份，存于）, from June 4, 2014 World Pork Expo
- Porcine Epidemic Diarrhea Virus Status List, from the U.S. National Pork Board
- Porcine Epidemic Diarrhea Virus Emergence in the US: Status Report, Diagnostics, & Observations  （页面存档备份，存于） Dr. Rodger Main, Iowa State University, Veterinary Diagnostic Lab, from the 2014 Iowa Pork Congress, January 22–23, Des Moines, IA, USA.
- Porcine Epidemic Diarrhea Virus Update （页面存档备份，存于） Dr. Darin Madson, Iowa State University, Veterinary Diagnostic Lab, from the 2013 Swine Health Seminar, August 16–18, 2013
- What’s at stake for Canada as pig virus spreads （页面存档备份，存于）